# Ilex theezans
Ilex theezans là một loài thực vật có hoa trong họ Aquifoliaceae. Loài này được Mart. mô tả khoa học đầu tiên năm 1843.